# Paracobitis oligolepis
Paracobitis oligolepis är en fiskart som beskrevs av Cao och Zhu, 1989. Paracobitis oligolepis ingår i släktet Paracobitis och familjen grönlingsfiskar. IUCN kategoriserar arten globalt som otillräckligt studerad. Inga underarter finns listade i Catalogue of Life.